# Ranunculus lambertianus
Ranunculus lambertianus är en ranunkelväxtart som beskrevs av David Nathaniel Friedrich Dietrich. Ranunculus lambertianus ingår i släktet ranunkler, och familjen ranunkelväxter. Inga underarter finns listade i Catalogue of Life.